# Drapeau de la Croatie
Le drapeau de la Croatie est composé de trois bandes horizontales, rouge, blanche et bleue selon les couleurs panslaves, mais avec une inversion du bleu et du rouge. Au milieu est placé le blason de la Croatie.
On l'appelle aussi le tricolore croate (hrvatskom trobojnicom) ou rouge-blanc-bleu (crven–bijeli–plavi), d'après les vers de la chanson patriotique Marjana, Marjana ( rouge, blanc, bleu, c'est un vrai drapeau ).
Le drapeau croate est le drapeau national avec le plus grand nombre d'animaux parmi tous les drapeaux du monde, il y en a cinq: trois lions, symbole de la Dalmatie, une martre blanche, symbole de la Slavonie et une chèvre, symbole de l'Istrie . Tous sont situés dans la "couronne" des armoiries croates
Le drapeau croate combine les couleurs des drapeaux du royaume de Croatie (rouge et blanc), du royaume de Slavonie (bleu et blanc) et partiellement du royaume de Dalmatie (bleu et jaune).
Les trois couleurs sont utilisées depuis 1848. Lorsque la Croatie faisait partie de la république fédérative socialiste de Yougoslavie, le drapeau avait une étoile rouge à cinq pointes avec un bord jaune au lieu du blason. L'étoile a été remplacée en mai 1990, peu de temps après les premières élections multipartites. Les couleurs du blason croate traditionnel ont été inversées afin de ne pas reprendre les symboles de l'État indépendant de Croatie qui exista de 1941 à 1945. Le drapeau actuel et le blason ont été adoptés le 21 décembre 1990, environ 10 mois après la déclaration d'indépendance.

## Construction
L'article 10 de la loi prescrit l'apparence du drapeau :
« Le drapeau de la république de Croatie se compose de trois couleurs : rouge, blanc et bleu avec les armoiries de la république de Croatie au milieu. Le rapport entre la largeur et la longueur du drapeau est de 1: 2. Les couleurs du drapeau sont disposées horizontalement dans cet ordre à partir du haut : rouge, blanc et bleu. Chaque couleur représente un tiers de la largeur du drapeau. Les armoiries de la république de Croatie sont situées au milieu du drapeau de sorte que la partie supérieure des armoiries (couronne) entre dans le champ rouge du drapeau et que la partie inférieure des armoiries entre dans le champ bleu du drapeau. Le point central des armoiries coïncide avec le point d'intersection des diagonales du drapeau. » 
| Couleur | ● Rouge   | ● Blanc           | ● Bleu        | ● Cyan         | ● Jaune      | ● Noir          |
| ------- | --------- | ----------------- | ------------- | -------------- | ------------ | --------------- |
| HTML    | #ff0000   | #ffffff           | #171796       | #0093dd        | #f7db17      | #000000         |
| RVB     | 255, 0, 0 | 255, 255, 255     | 23, 23, 150   | 0, 147, 221    | 247, 219, 23 | 0, 0, 0         |
| Pantone | 186 C     | Transparent white | Reflex Blue C | Process Cyan C | 108 C        | Process Black C |

## Histoire

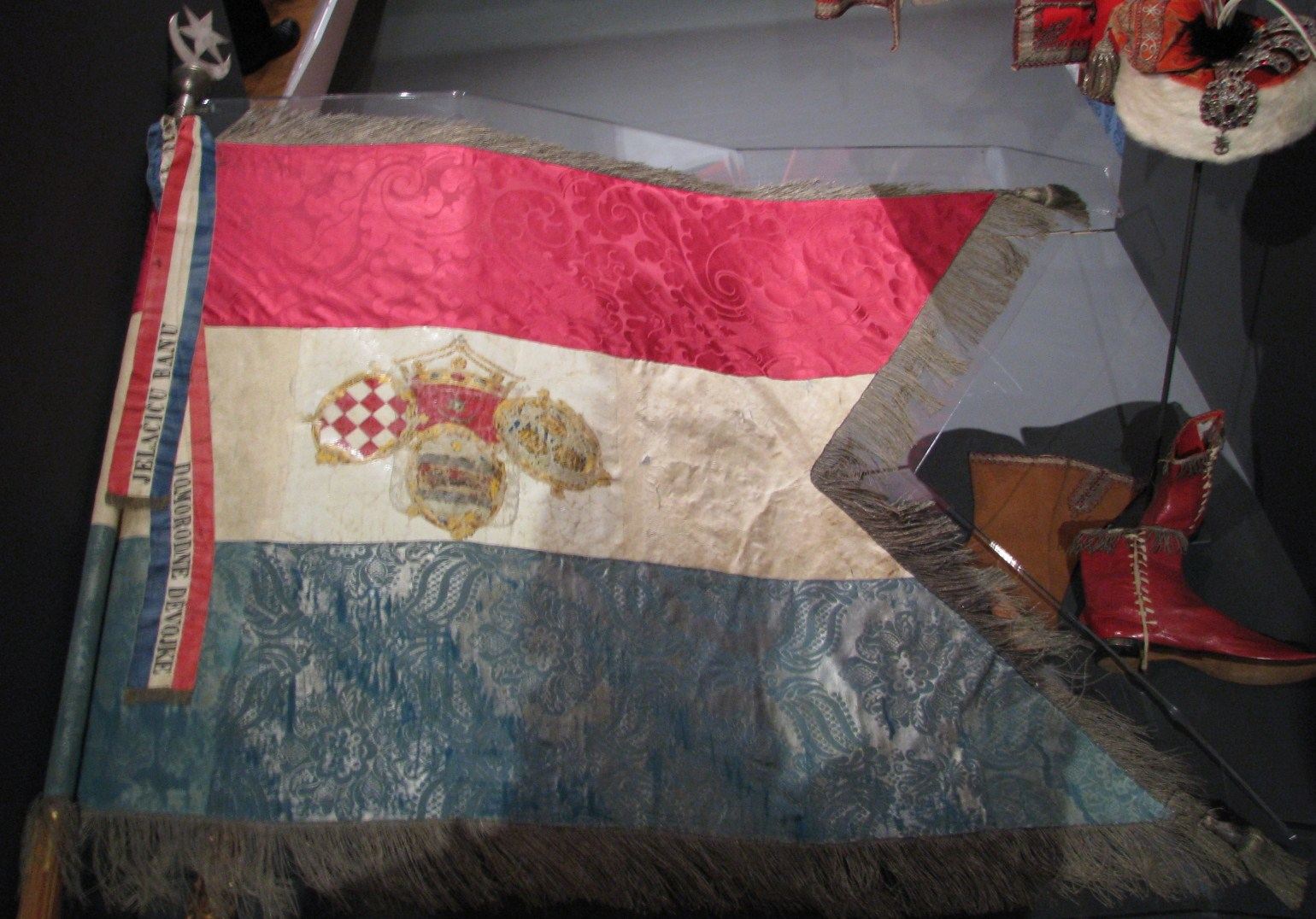
Drapeau d'intronisation de Jelačić dans le Musée d'histoire croate

Tout au long de l'histoire, les drapeaux et les armoiries croates contenaient le plus souvent du rouge, du blanc et du bleu. Au cours de l'année révolutionnaire de 1848, la guerre avec la Hongrie était attendue et la nécessité de créer un drapeau national unique a été reconnue. Premièrement, la décision sur l'apparition du drapeau national croate a été publiée au Journal officiel de Gaj. Il a été immédiatement utilisé par la garde nationale de Zagreb comme symbole commun de la nation. Un peu plus d'un mois plus tard, le 5 juin 1848, il est officiellement utilisé pour la première fois. Le drapeau est devenu officiel lors de l'intronisation solennelle de Josip Jelačić en tant que ban croate. Jelačić est entré à Zagreb dans une magnifique procession. en tête du cortège se trouvait un drapeau tricolore avec les armoiries combinées des royaumes de Croatie, de Dalmatie et de Slavonie et de la Grande Illyrie d'une part et les armoiries de la famille Jelačić de l'autre.

Le blason de la Dalmatie (coin supérieur gauche) apparait sur le drapeau de la Croatie-Slavonie.

Après l'introduction de l'absolutisme de Bach, les drapeaux nationaux ont été interdits dans toute la monarchie. Ainsi, le 10 septembre 1852, les drapeaux tricolores croates sous toutes leurs formes ont été interdits et seules les couleurs terrestres des pays de la couronne (bicolores) pouvaient être utilisées. Le drapeau tricolore est de nouveau utilisé depuis 1860.
Lors du compromis austro-hongrois, une partie du territoire croate redevient hongrois sous le nom de royaume de Croatie-Slavonie, mais sans la Dalmatie. Le drapeau du royaume possède pourtant le blason dalmate pour montrer l'unité croate et maintenir une pression sur la double monarchie.
Avec la création de l'État des SCS en 1918, le drapeau tricolore croate est devenu le drapeau national pendant une courte période. Bien que le drapeau soit encore utilisé avec la fondation du royaume des Serbes, Croates et Slovènes, il est interdit en raison de la pression croissante du régime et de l'introduction de la dictature. Avec la fondation de la Banovine de Croatie en 1939, le drapeau tricolore croate était à nouveau et officiellement utilisé comme drapeau d'une unité territoriale au sein du royaume de Yougoslavie .
Avec la fondation de la NDH, le drapeau de l'État reçoit les armoiries historiques au milieu et une vrille avec une lettre bleu foncé U ("U" pour Ustaše, mouvement de l'indépendance de la Croatie) dans le coin supérieur à côté de la lance. Dans la deuxième Yougoslavie, le drapeau de l'unité fédérale croate était un drapeau tricolore avec une étoile rouge à cinq branches au milieu,.
L'étoile a été remplacée par le blason en mai 1990, peu après les premières élections. Le drapeau et les armoiries actuels ont été officiellement adoptés le 21 décembre 1990, environ dix mois avant la proclamation de l'indépendance de la Yougoslavie et un jour avant la Constitution de la Croatie le 22 décembre 1990.

## Signification

Mer Adriatique située au sud du pays

Les couleurs rouge-blanc-bleu sont les couleurs panslaves. Les cinq blasons au-dessus de l'échiquier représente les cinq régions historiques de Croatie. L'échiquier rouge-blanc est le symbole de la Croatie médiévale, toutefois son origine est incertaine.
Le rouge et le blanc, couleurs du royaume de Croatie, sont traditionnellement supposés représenter à l'origine la Croatie rouge et la Croatie blanche, mais il n'y a aucune preuve historique à l'appui.
Contrairement au drapeau yougoslave, le bleu est en bas et le rouge est en haut, car géographiquement, la mer Adriatique (représenté par le bleu sur le drapeau) se situe au sud du pays.

### Blason
Le blason est échiqueté de gueules et d'argent. Il était échiqueté d'argent et de gueules avant la république socialiste. Il est surmonté, de senestre à dextre (de gauche à droite), de cinq petits écus qui représentent les régions constitutives du pays.
1. d'azur au mullet de six branches d'or en chef et au croissant d'argent en champagne, les pointes vers le chef (Ville de Zagreb).
2. d'azur à deux faces de gueules (Raguse).
3. d'azur aux trois têtes de lynx couronnées et lampassées d'or, disposés deux et un (Dalmatie).
4. d'azur au cerf d'or, saboté et lampassé de gueules (Istrie).
5. d'azur à la face de gueules bordée d'argent, accompagnée en chef d'une étoile d'or à six branches (Slavonie).

#### Échiquier croate

##### Origine
Selon une légende (probablement du XIXe siècle) le roi croate Étienne Držislav, fut capturé par les Vénitiens, et joua une partie d'échecs avec le Doge Pietro II Orseolo. Il remporta les trois parties et gagna ainsi la liberté et, dans certaines versions, le pouvoir sur les villes dalmates. Il incorpora alors l' échiquier à ses armoiries.

##### Champs
Selon les modifications constitutionnelles entrées en vigueur le 26 juin 1990, l'étoile rouge du drapeau de la république de Croatie devait être remplacée par les "armoiries historiques de la Croatie avec 25 champs rouges et blancs", sans préciser l'ordre des champs. La première variante champ-blanc a été utilisée lors de la cérémonie officielle de lever du drapeau le 25 juillet et a ensuite été utilisée occasionnellement au même titre que la première variante champ-rouge jusqu'au 21 décembre 1990, date à laquelle les armoiries actuelles ont été officiellement adoptées,.
Aujourd'hui la variante au champ blanc est associé au nationalisme en raison de son utilisation par les oustachis.

## Protocole
Le drapeau de la république de Croatie se distingue :
- en permanence sur les bâtiments de tous les organes de l'État ;
- les jours fériés de la république de Croatie ;
- les jours de deuil en république de Croatie et pour la durée du deuil de moitié ;
- à d'autres occasions.

Le pavillon de la république de Croatie est arboré par les navires de navigation maritime et intérieure.
Le drapeau de la république de Croatie peut être arboré lors de rassemblements publics (politiques, scientifiques, culturels, artistiques, sportifs et autres) organisés en république de Croatie, conformément aux règles et coutumes de ces rassemblements et à d'autres occasions, si son l'utilisation n'est pas contraire aux dispositions de la loi.
Si le drapeau de la république de Croatie flotte en travers d'une rue ou d'une place dans une position obstruée, alors la couleur rouge du drapeau est placée sur :
- le côté nord - si la direction de la rue est est-ouest ou ouest-est;
- le côté est - si la direction de la rue est nord-sud ou sud-nord;
- le côté est de la place circulaire. Si le drapeau de la république de Croatie se dresse verticalement sur une table, tribune ou autre place d'honneur, la couleur rouge du drapeau est la première à gauche, vue de face. Si le drapeau de la république de Croatie est placé sur un rocher, un piédestal ou tout autre objet ou est porté en position horizontale, la couleur rouge est à gauche lorsqu'elle est vue de face.

Lors d'occasions solennelles, le drapeau de la république de Croatie est hissé et abaissé, mis en valeur et enlevé, c'est-à-dire transféré avec les honneurs habituels (levée, salutation, etc.).
Si le drapeau de l'unité d'autonomie locale est affiché à côté du drapeau de la république de Croatie, alors le drapeau de l'unité d'autonomie locale est sur le côté droit vu de la rue vers les drapeaux. Si le drapeau d'une municipalité ou d'une ville se distingue à côté du drapeau de la république de Croatie et du drapeau du comté, alors le drapeau du comté est à gauche et le drapeau de la ville ou de la municipalité à droite du drapeau de la république de Croatie.

## Drapeaux historiques

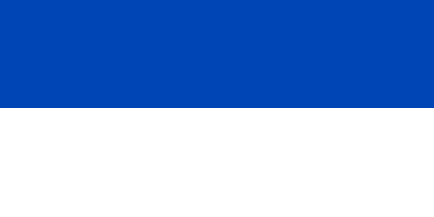
Drapeau du royaume de Slavonie
Drapeau du royaume de Dalmatie
Drapeau du royaume de Croatie, 1527–1868
Drapeau civil croate (1848)[réf. nécessaire]
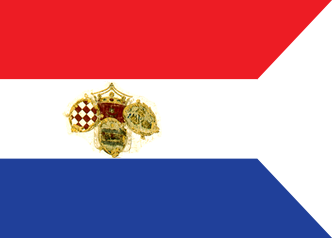
Drapeau du royaume Triunitaire (1848)
Drapeau du royaume triunitaire (1848-1852)[réf. nécessaire]
Drapeau du royaume de Croatie-Slavonie, 1868–1918
Drapeau civil du royaume de Croatie-Slavonie, 1868–1918
Drapeau de l'État des Slovènes, Croates et Serbes, 1918
Drapeau de la Banovine de Croatie 1939–1941
Drapeau de l'État indépendant de Croatie, 1941–1945
Drapeau de la république socialiste de Croatie (26 mai 1945 – 18 janvier 1947); Drapeau des Partisans yougoslaves avant adoption officielle
Drapeau de la république socialiste de Croatie en Yougoslavie, (1945–1990)
Drapeau de la Croatie, du 25 juillet au 21 décembre 1990
Drapeau de la Croatie, du 25 juillet au 21 décembre 1990